# Stadion Concordia
Stadion Concordia – stadion piłkarski w Chiajnie, w Rumunii. Obiekt może pomieścić 3700 widzów. Został wybudowany w latach 2004–2007. Na obiekcie swoje spotkania rozgrywa drużyna Concordia Chiajna. Stadion był także jedną z aren piłkarskich Mistrzostw Europy U-19 2011. Zostały na nim rozegrane trzy spotkania grupowe, jeden półfinał oraz finał turnieju.